# 布雷根茨河
布雷根茨河（德語：Bregenzer Ach）是布雷根茨林山的主要河流，它位于奥地利的福拉尔贝格州。是博登湖的一条支流。